# Zoraida curta
Zoraida curta är en insektsart som beskrevs av Yang och Wu 1993. Zoraida curta ingår i släktet Zoraida och familjen Derbidae. Inga underarter finns listade i Catalogue of Life.